# إكسراخ

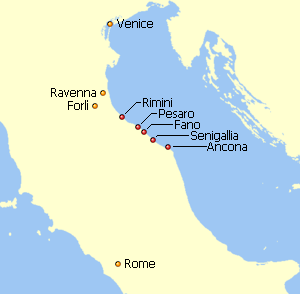

في الإمبراطورية البيزنطية كان الإكسراخ (باليونانية: ἔξαρχος)‏ حاكمًا بسلطة موسعة على مقاطعة بعيدة عن العاصمة القسطنطينية. غالبًا ما تضمن الوضع قيامه بالعمليات العسكرية.